# 一海知义
一海知义（1929年5月15日—2015年11月15日）是一位日本学者。

## 生平
1929年出生于日本奈良县奈良市，1953年毕业于京都大学文学部，师从吉川幸次郎，同门还有笕久美子和笕文生这对夫妻。后任教于神户大学，2000年退休。主要从事古典汉文，近现代日本汉诗研究校订。
2015年11月15日因心脏衰竭在神户市自己家中去世，享年86岁。

## 荣誉
2007年的《後藤新平正传》校订获得毎日出版文化奖特別奖。